# Ragnar Klavan
Ragnar Klavan   (Viljandi, 30 d'octubre de 1985) és un futbolista estonià de la dècada de 2010. És el jugador que més cops ha aconseguit el guardó al futbolista estonià de l'any amb un total de set vegades.
Fou 125 cops internacional amb la selecció d'Estònia.
Pel que fa a clubs, defensà els colors de Heracles Almelo, AZ Alkmaar, FC Augsburg, Liverpool FC i Cagliari Calcio.

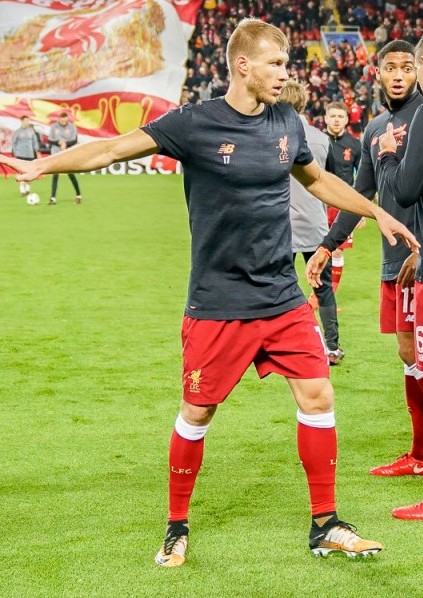
Klavan a Liverpool FC el 2017.